# We Are Pilots (v3)
A We Are Pilots a Shiny Toy Guns harmadik, bemutatkozó albuma, az első amit nem függetlenül jelentetett meg az együttes. A We Are Pilots album ezen harmadik verziója 2006. október 17-én jelent meg az Universal Motown Records Group gondozásában. Az albumot Grammy-díjra jelölték a "Best Electronic/Dance Album" kategóriában 2008-ban.

## Az album dalai
1. „You Are the One” – 4:30
2. „Le Disko” – 3:23
3. „Starts With One” – 3:46
4. „When They Came for Us” – 4:24
5. „Don't Cry Out” – 4:09
6. „Chemistry of a Car Crash” – 3:51
7. „Waiting” – 4:21
8. „Rainy Monday” – 3:59
9. „Jackie Will Save Me” – 3:59
10. „Shaken” – 3:43
11. „We Are Pilots” – 4:35
12. „I Promise You Walls” – 4:08 (Best Buy bónusz szám)
13. „Weather Girl” – 4:37 (iTunes Store bónusz szám)